# Klaus Grabinski
Klaus Stefan Martin Grabinski (* 6. Februar 1962 in Viersen) ist ein deutscher Jurist, Richter am Bundesgerichtshof und Präsident des Berufungsgerichts und Vorsitzender des Präsidiums des Einheitlichen Patentgerichts.

## Leben
Nach dem Abschluss seiner juristischen Ausbildung trat Grabinski 1992 in den höheren Justizdienst des Landes Nordrhein-Westfalen ein. Als Richter auf Probe war er bei dem Landgericht Düsseldorf tätig. Dort wurde er 1995 zum Richter am Landgericht ernannt. Von 1997 bis 2000 war er als wissenschaftlicher Mitarbeiter an den Bundesgerichtshof abgeordnet. Im Jahre 2000 wurde er zum Richter am Oberlandesgericht Düsseldorf ernannt. Von diesem Gericht wurde er 2002 als Vorsitzender Richter am Landgericht an das Landgericht Düsseldorf versetzt. Nach seiner Ernennung zum Richter am Bundesgerichtshof wurde er mit Wirkung vom 1. Juli 2009 dem X. Zivilsenat zugewiesen, dem er bis zu seinem Ausscheiden am 1. November 2022 ununterbrochen angehörte, seit dem 2. Juni 2020 als dessen stellvertretender Vorsitzender.
Seine Auswahl zum Richter am Einheitlichen Patentgericht und zum Präsidenten seines Berufungsgerichts wurden am 19. Oktober 2022 bekannt gegeben. Kommentierend wurde in der Presse angemerkt, dass sich damit der Wunsch vieler europäischer Patentrechtler aus Wirtschaftskanzleien und der Industrie erfülle, für die Grabinski schon seit Jahren der große Favorit für die prestigeträchtige Position gewesen sei. Seine sechsjährige Amtszeit begann mit dem 1. November 2022; er wurde aus dem Dienst der Bundesrepublik Deutschland dem Einheitlichen Patentgericht zugewiesen.

## Veröffentlichungen
Klaus Grabinski ist mit einer Reihe von Zeitschriftenveröffentlichungen, u. a. zu internationalprivatrechtlichen Fragen des gewerblichen Rechtsschutzes, hervorgetreten. Er ist außerdem Mitautor an dem von Georg Benkard begründeten, 1936 erstmals erschienenen Kommentar zum Patentgesetz (11. Auflage 2015), und des ebenfalls unter dem Namen Benkard veröffentlichten Kommentars zum Europäischen Patentübereinkommen (EPÜ, 3. Auflage 2019). Seine Dissertation an der Universität Trier (1991) trägt den Titel: Die kollisionsrechtliche Behandlung des Durchgriffs bei rechtlich verselbständigten Unternehmen in privater oder öffentlicher Hand.